# Louis-Xavier de Ricard
Louis-Xavier de Ricard (Fontenay-sous-Bois, 1843 – Marsiglia, 1911) è stato un poeta francese, tra i più noti del movimento Parnasse e fondatore della rivista L'Art.

## Biografia
Figlio di un generale bonapartista, si dedicò alla letteratura e nel 1863 fondò La revue du progrès, alla quale collaborarono Paul Verlaine, Léon Gambetta e Raoul Rigault, futuro procuratore della Comune di Parigi. 
Insieme a Catulle Mendès curò il primo numero della rivista Le Parnasse contemporain, pubblicato da Alphonse Lemerre nel 1866. 
Avendo fatto parte della Comune, fu esiliato nel 1871. In seguito si recò in Svizzera, per poi trasferirsi a Montpellier. 
Aderì al felibrismo, movimento letterario nato per la difesa e la promozione della letteratura occitanica e del dialetto provenzale.

## Opere
- Les chants de l'aube (1862)
- Ciel, rue et foyer (1866)
- Le fédéralisme (1878)
- Petits mémoires d'un parnassien (1898-1900)